# Cerrete di Monte Pagano e Feudozzo
Cerrete di Monte Pagano e Feudozzo este o arie protejată (arie specială de conservare — SAC, sit de importanță comunitară — SCI) din Italia întinsă pe o suprafață de 921 ha, integral pe uscat.

## Localizare
Centrul sitului Cerrete di Monte Pagano e Feudozzo este situat la coordonatele 41°45′57″N 14°11′17″E / 41.765833°N 14.188056°E.

## Înființare
Situl Cerrete di Monte Pagano e Feudozzo a fost declarat sit de importanță comunitară în mai 1995 pentru a proteja 3 specii de animale. Situl a fost protejat și ca arie specială de conservare în decembrie 2018.

## Biodiversitate
Situată în ecoregiunea mediteraneană, aria protejată conține 3 habitate naturale: Liziere de ierburi înalte hidrofile de câmpie și de nivel montan până la alpin, Păduri ilirice de stejar și carpen (Erythronio-Carpinion), Pajiști uscate seminaturale și facies de acoperire cu tufișuri pe substraturi calcaroase (Festuco-Brometalia) (* situri importante pentru orhidee).
La baza desemnării sitului se află mai multe specii protejate:
- păsări (1): muscar-gulerat (Ficedula albicollis)
- mamifere (2): lupul (Canis lupus), urs brun (Ursus arctos)

Pe lângă speciile protejate, pe teritoriul sitului au mai fost identificate 1 specie de plante, 1 specie de mamifere, 4 specii de nevertebrate.